# Дундинское водохранилище
Дундинское водохранилище — водоём на границе Ипатовского и Апанасенковского районов Ставропольского края, в балке пересыхающей реки Дунды.

## Описание
- Площадь — 1800 га.
- Протяжённость береговой линии составляет — 21 км
- Полный объём — 80 млн м³
- Высота плотины — 30 м, длина по гребню — 5,4 км, ширина 7 м, ширина по подошве 290 м.
- Вода поступает из левой ветки Правоегорлыкского канала, излишки сбрасываются в балку Дунда. Водохранилище используют для водоснабжения, орошения и рыборазведения, а также в рекреационных целях.
- Является частью Право-Егорлыкской обводнительно-оросительной системы, находящейся в ведении Министерства сельского хозяйства РФ. Служит в основном как резервная емкость для обводнения реки Дунда и рыборазведения.

## История
В результате выхода из строя затворной арматуры донного водовыпуска эксплуатация водного объекта стала невозможной.
В 2014 проведено осушение водохранилища для проведения капремонта. Вынужденный водосброс вызвал неоднозначную реакцию у жителей района, так как ремонтные работы грозят рыбоводам крупными потерями. Ремонт планировалось завершить к марту 2015 года и наполнить водохранилище в соответствии с проектной мощностью.